# Laurentius Weger der Ältere
Laurentius Weger der Ältere (auch: Lorenz Weger; * 9. August 1599 in Königsberg (Preußen); † 1. Oktober 1629 ebenda) war ein deutscher Philosoph.

## Leben
Laurentius war der Sohn des herzoglicher Hofchirurgen in Königsberg Johann Weger und dessen Frau Barbara Dannenhauser. Er hatte an der Universität Königsberg und 1621 an der Universität Wittenberg studiert. Zurückgekehrt nach Königsberg erwarb er sich am 4. April 1623 den akademischen Grad eines Magisters der Philosophie.
Im selben Jahr wurde er Konrektor der Schule in der Königsberger Altstadt und 1624 Professor am orthodoxen Gymnasium Collegio Ruthenico in Wilna. 1626 berief man ihn an die Universität Königsberg als Professor der Logik und Metaphysik (Dialektik), wo er nach kurzer Wirkungszeit verstarb. In seinen Werken zeigt er sich als Anhänger der Philosophie des Aristoteles.
Er hatte sich am 16. Oktober 1628 mit Elisabeth (* 6. November 1601; † 6. Januar 1678), der Tochter des Burggrafen in Lyck Christoph Schützer auf Malinowken, die Witwe des Amtsvorstehers Lorenz Becke in Sehesten, verheiratet. Seine Witwe heiratete nach seinem Tod den Jagdrat Dr. Christoph von Wegner in Damerau. Aus der Ehe stammt ein Sohn Lorenz Weger (* 31. Oktober 1629; † Februar 1630).

## Werke
- Analysis Aphorismi Apostolici, Philippens. capite secundo versibus 5. 6. 7. 8. Profundissimam exinanitionem Salvatoris exhibentis: Opposita Pontificiorum Calvinianorum, Photinianorum, aliorumq[ue] fucatis erroribus. Königsberg 1624
- Quaestionibus in omnes organi Aristotelici libros. Königsberg 1628
- Abfertigung der verandtwortung P. Richteri, darinnen erwisen wird, dass die Lehre, so die Theologi zu Königsberg von dem Wesen und Krafft das Wordts Gottes geführet, eine wolgegründte Lehre sey und Richter keine rechtmessige Ursach gehabt von derselbigen abzufallen. Königsberg 1626
- Pathologica generalis. Königsberg 1627 (Online)
- Prima Operatio Logica. Königsberg 1630 (Online)

In der Literatur erwähnte, aber nicht nachgewiesene Werke:
- De praedicabilibus
- De primis et secundis notionibus
- Natura logices
- Prima mentis operatione logica
- Affectibus
- Philosophiae practicae divisione